# کاروانسرای ناصریه
کاروانسرای ناصریه مربوط به دوره قاجار است و در رفسنجان، داخل شهر واقع شده و این اثر در تاریخ ۲۲ مرداد ۱۳۸۴ با شمارهٔ ثبت ۱۳۲۸۹ به‌عنوان یکی از آثار ملی ایران به ثبت رسیده است.